# Vi de campaner
El vi de campaner era aquell que els vinyaters havien de donar a l'Església catòlica com a compensació pel fet d'haver treballat un diumenge o un festiu.
S'anomenava així perquè generalment era el campaner qui el recollia. De vegades se li donava el pitjor del celler.